# Storia del Tottenham Hotspur Football Club
Questa pagina tratta la storia del Tottenham Hotspur Football Club dal 1882 a oggi.

## Origini ed esordi (1882-1908)
L'Hotspur Football Club fu fondato il 5 settembre 1882 da un gruppo di studenti di grammatica e dal loro maestro Robert Buckle della All Hallows Church. Facevano parte dell'Hotspur Cricket Club, e il club fu formato per giocare anche nei mesi invernali. Un anno dopo, nel 1883, i ragazzi chiesero e ottennero aiuto con il club da John Ripsher, l'insegnante della Bibbia in quella chiesa, che diventò il primo presidente del club e il suo tesoriere. Ripsher aiutò e supportò i ragazzi durante gli anni di fondazione e sviluppo iniziale del club. 
Nell'aprile del 1884 il club fu rinominato Tottenham Hotspur per evitare confusioni con un altro club di Londra.
Inizialmente i ragazzi giocavano tra loro o giocavano amichevoli contro club locali. La prima competizione giocata dal Tottenham fu la London Association Cup. Il 17 ottobre 1885 arrivò la prima vittoria ufficiale per gli Spurs. Gli incontri del Tottenham incominciavano a crescere di popolarità e il pubblico alle partite crebbe rapidamente. Nel 1892 giocarono per la prima volta un campionato, la Southern Alliance.
Il 20 dicembre 1895 il club entrò nel dilettantismo, e nell'estate del 1896 fu ammesso alla Division One della Southern League. Il 2 marzo 1898 il club diventò il Tottenham Hotspur Football and Athletic Company. Poco dopo, Frank Brettell diventò il primo allenatore degli Spurs, ma lasciò l'incarico un anno dopo, cedendo così al giocatore John Cameron anche il ruolo di allenatore. Cameron ebbe un impatto significativo sugli Spurs, aiutando il club a vincere il suo primo trofeo, la Southern League. L'anno dopo, il 27 aprile 1901, gli Spurs vinsero la FA Cup battendo lo Sheffield United 3-1 (in una ripetizione della finale) e diventarono il primo club non in First Division a vincere il titolo nella storia della competizione. L'attività professionistica del Tottenham ebbe inizio nel 1908 e già nella stagione 1908-1909 il club fu promosso in First Division.

## L'epoca della "grande guerra" e il periodo successivo
ll Tottenham rimase in First Division per sei anni prima di retrocedere nella stagione 1914-1915.
A causa della prima guerra mondiale le attività sportive ripresero soltanto nel 1919. Qui avvenne un avvenimento scandaloso che sancì la rivalità storica tra Spurs e Gunners: la Federazione decise di allargare da 20 a 22 il format del campionato stabilendo quindi due ripescaggi:la prima fu il Chelsea mentre la seconda doveva essere una tra Tottenham e Barnsley (3º posto in Second Division). Purtroppo non fu così perché venne ripescata l'Arsenal (6° in Second Division) con una scusa. Questa ingiustizia era dovuta allo strapotere del presidente dei Gunners, il signor Norris, che era amico del presidente del Liverpool, il signor McKenna, perché in passato quest'ultimo venne aiutato da Norris ad insabbiare una vicenda di partite truccate. Gli Spurs così vennero retrocessi in Second Division. Ma ritornarono subito in prima divisione nella stessa stagione.
L'anno successivo, nel 1921, il Tottenham arrivò secondo in First Division e vinse la FA Cup per la seconda volta, battendo il Wolverhampton e inoltre si aggiudicò la sua prima Community Shield.
A questo successo seguì, sette anni più tardi, una nuova retrocessione. Tuttavia anche questa volta la risalita non si fece attendere e già nella stagione 1932-1933 il club tornò in massima serie. La permanenza stavolta durò poco, con il Tottenham che retrocesse al termine della stagione 1934-1935.
Complice il secondo conflitto mondiale ed una nuova sospensione delle attività sportive, fu necessario attendere fino al 1950 per rivedere il club in massima serie. L'anno seguente la squadra guidata da Arthur Rowe fu protagonista di una clamorosa impresa, laureandosi campione d'Inghilterra per la prima volta nella sua storia e poi vinse la Community Shield.
La stagione successiva la squadra arriva seconda in campionato dietro al Manchester United. Gli anni cinquanta per gli Spurs furono tempi d'oro: dopo l'impresa del titolo vinto nel 1950-51 da neopromossi ci saranno risultati di alta e bassa rilevanza ma senza trofei come il secondo posto del 1956-57 e i due terzi posti 1957-58 e 1959-60.

## Ildoublee la vittoria in Europa

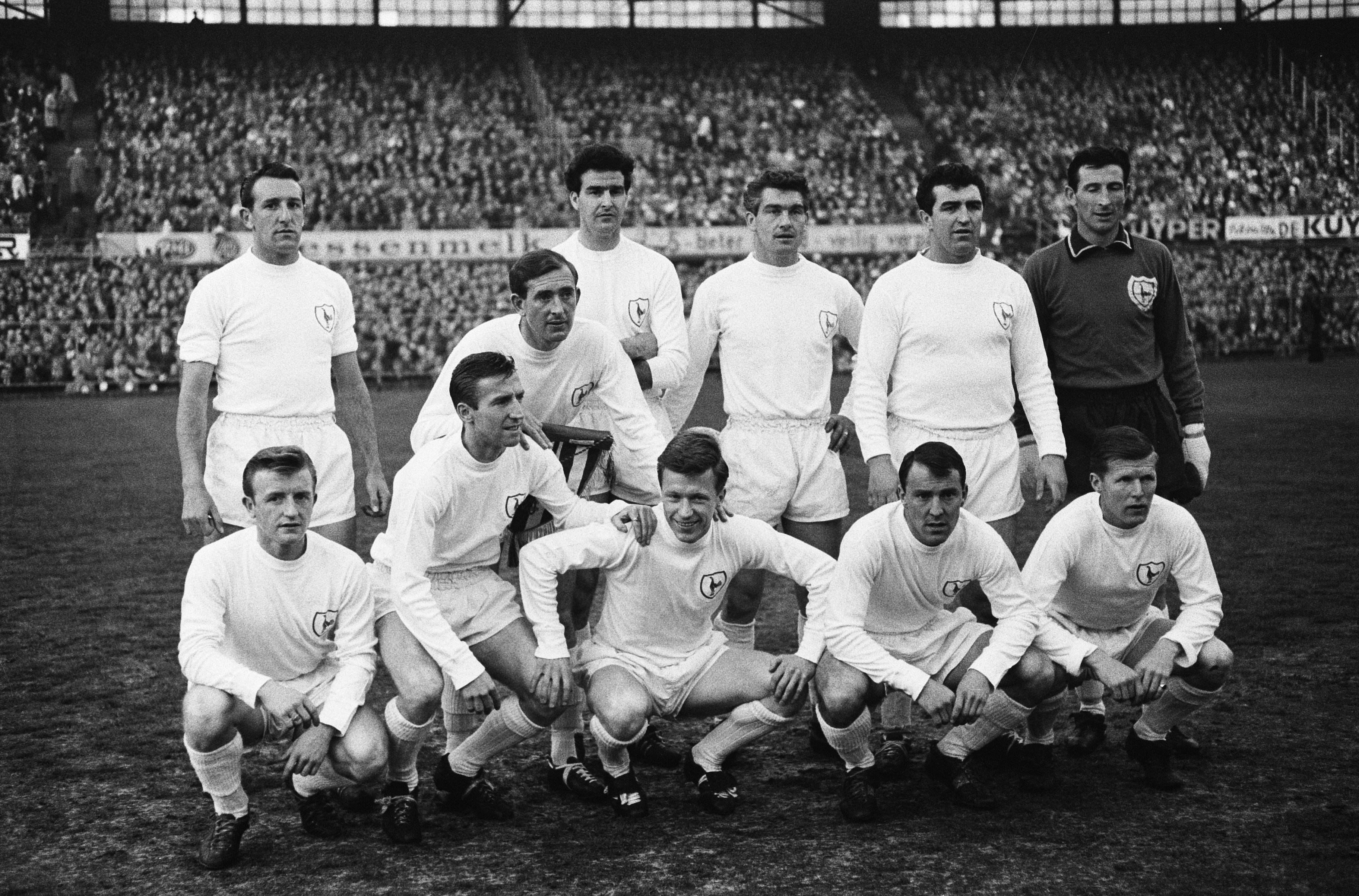
La formazione di partenza del Tottenham Hotspur contro l'Atlético Madrid nel 1963.

Nella stagione 1960-1961 la formazione di Bill Nicholson vinse per la seconda volta nella sua storia il titolo inglese, stabilendo il record di reti realizzate nella storia del club (115). Il Tottenham chiuse la stagione con otto punti di vantaggio sullo Sheffield Wednesday e a fine stagione centrò la doppietta con la vittoria della FA Cup.
Nella stagione successiva gli Spurs si aggiudicano per la seconda volta consecutiva la FA Cup e il Community Shield, mentre in campionato arrivò il terzo posto. Tutte le forze furono però spese nella Coppa dei Campioni 1961-1962, nella quale gli Spurs furono eliminati in semifinale dal Benfica di Eusébio, poi campione, con due partite molto combattute e molte decisioni arbitrali controverse: al Tottenham non furono assegnati due rigori e soprattutto un gol regolare al 90º minuto, che avrebbe portato la sfida di ritorno ai supplementari.
Due anni dopo il successo in campionato, il club si aggiudicò la Coppa delle Coppe battendo in finale a Rotterdam l'Atlético Madrid per 5-1 e diventando così la prima formazione britannica a vincere un trofeo europeo. Nella medesima stagione chiuse il campionato al secondo posto dietro all'Everton.

## Gli anni sessanta e settanta
Nel 1966-1967 il Tottenham vinse un'altra FA Cup, battendo in finale il Chelsea per 2-1, e si aggiudicò anche il Charity Shield insieme con il Manchester Utd (non erano previsti tempi supplementari in quella manifestazione): la partita terminò 3-3, ma passò alla storia perché segnò il portiere degli Spurs Pat Jennings.
Nel 1970-1971, invece, il club si aggiudicò per la prima volta la Coppa di Lega, vincendo la finale contro l'Aston Villa per 2-0. Il successo nella seconda coppa nazionale garantì agli Spurs la partecipazione alla Coppa UEFA nella stagione successiva. Nell'edizione inaugurale del trofeo il Tottenham riuscì a raggiungere la finale, dove trovò, in una partita tutto inglese, il Wolverhampton: grazie alla vittoria esterna per 2-1 e al pareggio in casa per 1-1 i londinesi si aggiudicarono la vittoria della competizione.
Nel 1972-1973 il club bissò il successo in Coppa di Lega, battendo in finale il Norwich City per 1-0.
Nel 1973-1974 il Tottenham raggiunse ancora una volta la finale di Coppa UEFA, ma uscì sconfitto contro il Feyenoord. Bill Nicholson lasciò l'incarico due anni più tardi.
L'addio di Nicholson fu tra le cause della retrocessione al termine della stagione 1976-1977, ma già l'anno successivo il Tottenham riguadagnò la promozione in massima serie.
Nel 1978 il club acquistò Osvaldo Ardiles e Ricardo Villa, due dei protagonisti della nazionale argentina vincitrice del campionato mondiale dello stesso anno.

## Gli anni ottanta e novanta

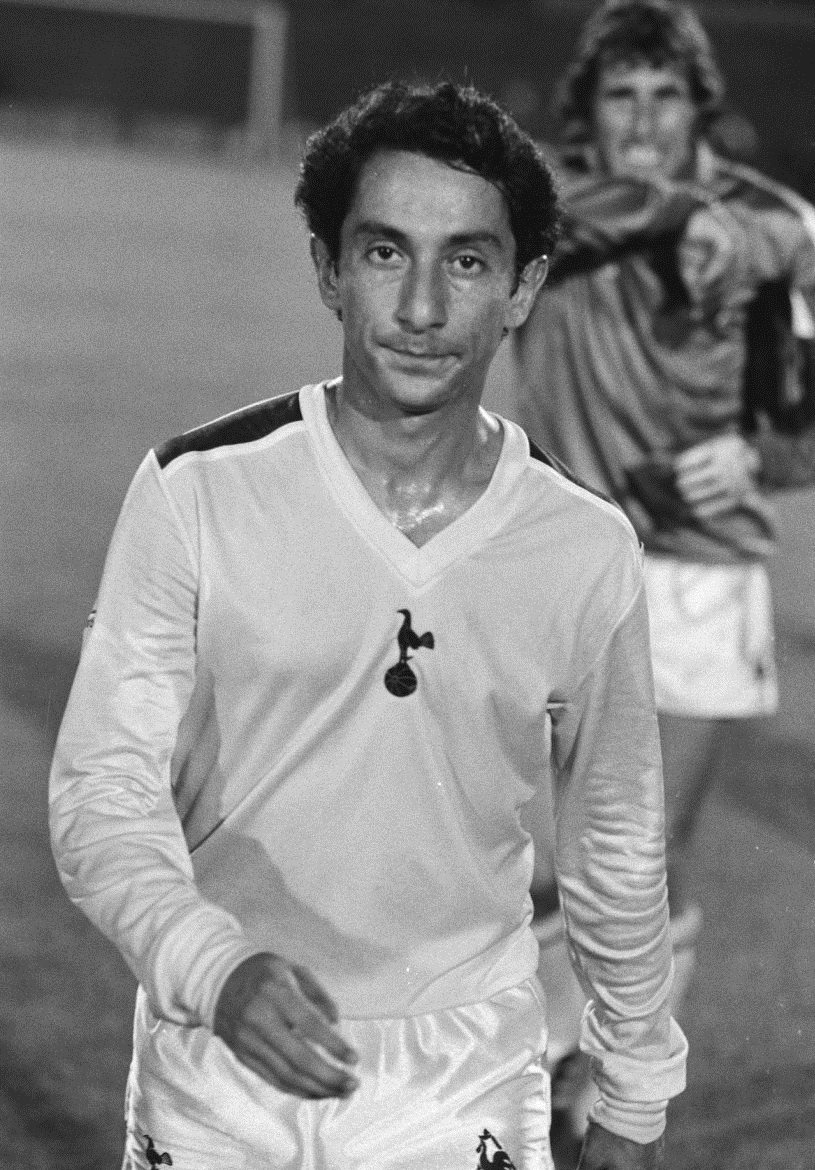
Osvaldo Ardiles nel 1981.

Nella stagione 1980-81 il Tottenham vinse la sua sesta FA Cup contro il Manchester City in rimonta per 3-2 con un gol storico di Ricky Villa, ancora oggi classificato come il gol più bello della FA Cup. Nell'estate del 1981 la squadra si aggiudicò insieme all'Aston Villa il Community Shield dopo una partita terminata 2-2.
Nel 1982, nell'anno del centenario del club, il Tottenham vinse la FA Cup per la settima volta nella propria storia.
Nel 1984 il club raggiunse nuovamente la finale della Coppa UEFA e questa volta ebbe la meglio sull'Anderlecht ai tiri di rigore. Di quella squadra facevano parte Glenn Hoddle, Osvaldo Ardiles, Steve Perryman, Paul Jennings e Steve Archibald.
Gli anni ottanta del Tottenham furono ad alti livelli: il club arrivò per tre volte terzo in campionato (1984-85, 1987-88 e 1989-90) non riuscendo però a vincere il titolo, e raggiunse ripetutamente le semifinali e la finale di coppe nazionali ed europee.
Nella stagione 1990-1991 il Tottenham portò a casa un'altra FA Cup (l'ottava della propria storia), vincendo contro il Nottingham Forest per 2-1: l'edizione del torneo passò alla storia per la prima semifinale tra Tottenham e Arsenal, finita 3-1 con una doppietta di Lineker e la punizione di Gascoigne, assurta a fama successiva. Sempre in Community Shield ci fu di nuovo il North London Derby, che finì con il risultato di 0-0: il titolo fu condiviso tra i due club. Nel 1992 il Tottenham fu tra le squadre che diedero vita alla prima edizione della Premier League.
Gli anni novanta degli Spurs furono deludenti su tutti i fronti, visti i risultati al di sotto delle attese. I migliori risultati furono, infatti, in campionato il settimo posto del 1994-95 e in FA Cup tre eliminazioni in semifinale. Oltre agli scarsi risultati ottenuti, vi furono problemi anche a livello societario, tra cui delle criticità economiche molto serie, che condussero il club a giocarsi financo la permanenza in Premier League più di una volta. L'unico risultato rilevante per il club fu registrato alla fine del decennio, con la vittoria della Coppa di Lega inglese del 1998-99 (la terza nella storia del club) contro il Leicester City: il Tottenham portò un trofeo a White Hart Lane dopo 7 anni.

## Gli anni duemila

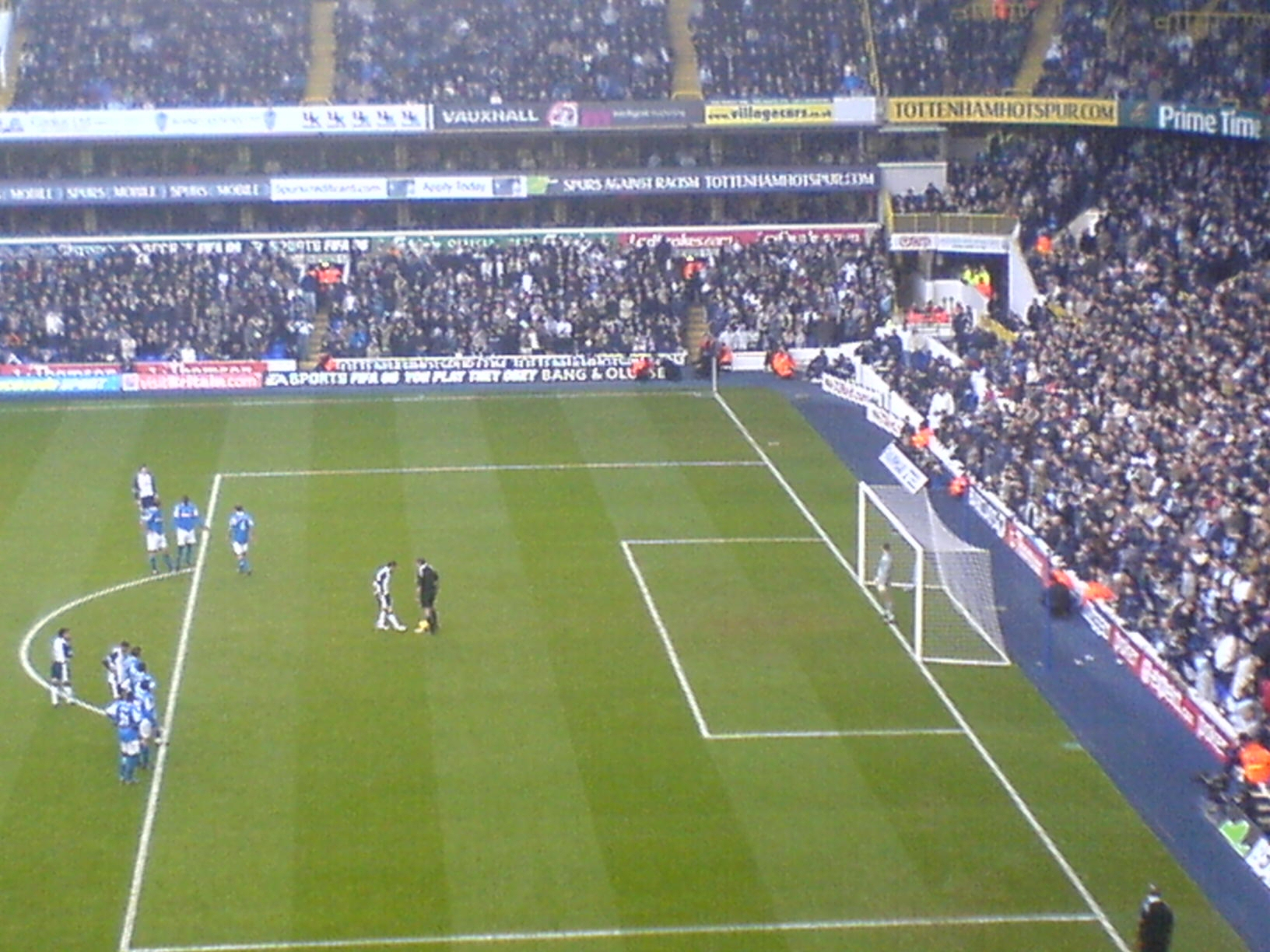
Robbie Keane si appresta a battere un calcio di rigore a White Hart Lane contro il Birmingham nel 2005.

Dopo tre stagioni deludenti tra il 2001 e il 2003 che vedono alternarsi sulla panchina del Tottenham, George Graham, David Pleat (più volte subentrato come allenatore ad interim), Glenn Hoddle e Jacques Santini, nel novembre del 2004 viene scelto Martin Jol, poi confermato dopo l'ottima prima stagione disputata dai suoi giocatori. Nel campionato 2005-06, il Tottenham si è piazzato al 5º posto finale, perdendo il 4º a vantaggio dell'Arsenal a causa della sconfitta all'ultima giornata contro il West Ham al Boleyn Ground. Tra l'altro quella fu una partita che causò molte polemiche perché la sera prima l'intera squadra del Tottenham fu intossicata dal cibo consumato (fu ribattezzato il Lasagna Gate per via dell'alimento col quale avevano cenato) e nella mattina della partita tutto lo staff e i giocatori Spurs non riuscivano a riprendersi. Così la società del Tottenham e la Polizia chiesero il rinvio almeno di qualche ora della partita ma la richiesta non fu accolta dalla Federazione e gli Spurs scesero in campo in condizioni pessime e persero per 2-1, vedendo così sfumare l'accesso alla Champions League. Quel 5º posto ha comunque significato la qualificazione alla successiva Coppa UEFA, nella quale la squadra è giunta ai quarti di finale e lì eliminata dai futuri vincitori del Siviglia.
Grazie ad un calciomercato di livello, nella stagione 2006-2007 il Tottenham può contare su una formazione di ottimo livello. In campionato il club ha un rendimento altalenante: il girone d'andata non è molto positivo per la squadra, ma riesce a recuperare nel girone di ritorno, piazzandosi infine al quinto posto e conquistando un piazzamento europeo. In Coppa UEFA approda nuovamente ai quarti di finale, dove viene eliminato, mentre in Coppa di Lega l'eliminazione arriva dopo i tempi supplementari per mano dell'Arsenal.
Nell'annata seguente l'avvio di stagione degli Spurs è molto negativo, con una sola vittoria nelle prime dieci partite giocate tra campionato e Coppa UEFA. Il 1º ottobre gli Spurs festeggiano i 125 anni in campo nel posticipo del lunedì sera contro l'Aston Villa: a White Hart Lane nel prepartita sfilano molti degli eroi di ieri, che ispirano una rimonta memorabile: da 1-4 a 4-4 con gol di Kaboul al 93'. Un guizzo che salva la panchina bollente di Jol. Ma la fine del regno del tecnico olandese è solo rimandata di qualche settimana: il 25 ottobre Jol è esonerato e rimpiazzato da Juande Ramos Il 24 febbraio 2008 Jonathan Woodgate realizza il gol decisivo per la conquista della Coppa di Lega inglese nella finale di Wembley contro il Chelsea, successo che pone fine ad un periodo di nove anni senza trofei conquistati dal club.
La stagione 2008-2009 inizia negativamente, con appena due punti ottenuti nelle prime otto partite. Tale rendimento induce la dirigenza, il 25 ottobre 2008, a sollevare dall'incarico Juande Ramos e a ingaggiare al suo posto l'allenatore del Portsmouth Harry Redknapp, con conguaglio di 5 milioni di sterline a favore dei Pompey. Le sorti degli Spurs cambiano a partire dalla vittoria per 2-0 contro il Bolton, a cui seguono un pareggio e 4 vittorie, una delle quali contro la capolista Liverpool. Il 1º marzo il Tottenham si ripresenta in finale nella Coppa di Lega, ma viene sconfitto ai calci di rigore dal Manchester United. Il 22 novembre 2009, battendo il Wigan Athletic per 9-1, il Tottenham è diventata la prima squadra a segnare nove reti in una partita di Premier League negli ultimi 14 anni e Jermain Defoe, con 5 reti in una sola partita di Premier, ha eguagliato Alan Shearer e Andy Cole. Il 5 maggio 2010, con la vittoria sul campo del Manchester City, si garantisce l'accesso al quarto turno preliminare di Champions League 2010-11.
Due mesi dopo, più precisamente il 17 agosto 2010, perde l'andata del preliminare della Champions League 3-2 sul campo degli svizzeri dello Young Boys Berna, complicando la qualificazione. Ma il 25 agosto, nella partita di ritorno a White Hart Lane, la vittoria per 4-0 (con tripletta di Peter Crouch) regala la qualificazione. È la prima volta dalla Coppa dei Campioni 1961-1962 che gli Spurs partecipano alla massima competizione europea per club.. Il Tottenham riesce a qualificarsi come primo nel girone davanti ad Inter, Werder Brema e Twente; il sorteggio degli ottavi assegna alla squadra londinese il Milan e, grazie alla vittoria per 1-0 a San Siro con goal di Crouch su assist di Lennon e al pareggio casalingo per 0-0, il Tottenham si qualifica ai quarti dove viene però eliminato dal Real Madrid. Chiude il campionato al 5º posto qualificandosi alle coppe europee. Nel campionato 2009-10 è riuscita ad arrivare sopra il settimo posto, esattamente al quarto, conseguendo così la qualificazione ai preliminari di Champions League poi vinti.

## Gli anni duemiladieci

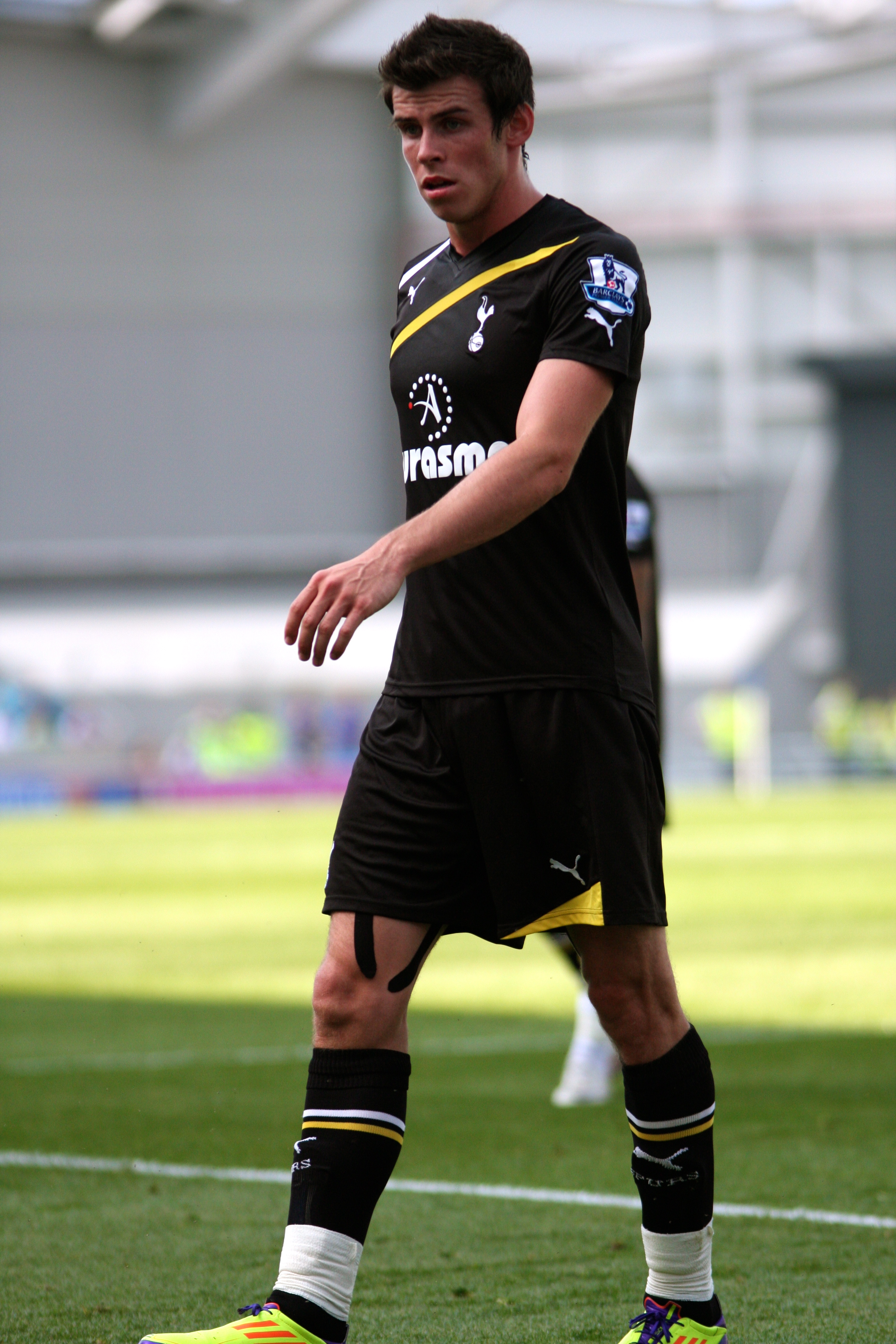
Gareth Bale, nominato miglior giocatore dell'anno nel 2013.

La stagione 2011-2012 inizia con 2 sconfitte, ma riesce dalla terza giornata a cogliere 11 risultati utili consecutivi, con 10 vittorie (da segnalare un 4 a 0 sul Liverpool e la vittoria del derby contro l'Arsenal) e un pareggio. Chiude il girone d'andata al terzo posto, mentre in Europa League si classifica terza nel girone eliminatorio con 10 punti venendo eliminata. Chiude il campionato al quarto posto centrando i play-off di Champions League; tuttavia gli Spurs sono stati retrocessi in Europa League a seguito della vittoria da parte del Chelsea, nella finale di Monaco, della Coppa dei Campioni.
Nella stagione 2012-2013, in seguito all'addio in panchina di Harry Redknapp, viene ingaggiato come allenatore il portoghese André Villas-Boas, libero dopo essere stato esonerato dal Chelsea qualche mese prima. In estate vengono ceduti due pezzi pregiati come Luka Modrić e Gareth Bale, che passano al Real Madrid per 40 e 100 milioni di euro.
Dopo un avvio altalenante in campionato, la squadra londinese riesce ad espugnare l'Old Trafford dopo 23 anni, sconfiggendo il Manchester United per 3-2. Nel mese di novembre la squadra di Villas-Boas si piazza in zona Champions League, dove lotta a stretto contatto con i rivali dell'Arsenal e con l'Everton. Il 9 dicembre subisce una sconfitta negli ultimi minuti (1-2) proprio per mano dell'Everton. Dopo questo passo falso, però, gli Spurs mettono a segno una striscia di dodici risultati utili consecutivi in campionato, vincendo anche il sentitissimo derby con l'Arsenal per 2-1 e superando il Chelsea al terzo posto in classifica. In Coppa di Lega la squadra viene eliminata dal Norwich City agli ottavi di finale, mentre in FA Cup viene sconfitta al quarto turno dal Leeds United. L'avventura in Europa League si conclude invece con l'eliminazione ai quarti di finale per mano del Basilea. In campionato gli Spurs mancano la qualificazione in Champions League di un solo punto, concludendo la stagione al quinto posto alle spalle dell'Arsenal quarto in classifica.
La stagione 2013-2014 si rivela piuttosto negativa per il Tottenham, che in campionato si classifica al 6º posto.
Nella stagione 2014-2015 il Tottenham viene eliminato ai sedicesimi di finale di Europa League per mano della Fiorentina, mentre in Premier League chiude in 5ª posizione. Il 1º marzo 2015 la squadra perde la finale di League Cup contro il Chelsea per 0-2.
La stagione 2015-2016 si rivela una delle migliori nella storia del club. Gli Spurs, trascinati dai gol di Harry Kane (capocannoniere del torneo con 25 reti), contendono il titolo al Leicester City campione, per poi cedere nel finale concludendo terzi in classifica, alle spalle dei rivali dell'Arsenal, qualificandosi così alla Champions League per la prima volta dopo sei anni. Nell'estate del 2016 iniziano i lavori di costruzione del nuovo stadio, che prenderà il posto di White Hart Lane a partire dalla stagione 2018-2019.
Nella stagione 2016-2017 gli Spurs chiudono il campionato al 2º posto (miglior posizionamento dal 1962-63) laureandosi vice-campioni d'Inghilterra dietro al Chelsea di Antonio Conte (che vincerà 30 partite su 38). Il Tottenham registra alcuni record nella storia del club: imbattibilità casalinga, record di punti in Premier League (86, frutto di 26 vittorie 8 pareggi e 4 sconfitte). Anche in FA Cup gli Spurs fanno molta strada arrivando in semifinale, dove perdono contro il Chelsea. Meno esaltante il percorso in Coppa di Lega: la squadra londinese viene eliminata al 4º turno dal Liverpool. La campagna europea invece non si dimostra all'altezza delle prestazioni in campionato: l'eliminazione giunge già dopo la fase a gironi di Champions League, con retrocessione in Europa League, dove l'avventura finisce subito, ai sedicesimi per mano della squadra belga del Gent. La stagione verrà ricordata soprattutto per la chiusura dello storico impianto di White Hart Lane: il 14 maggio 2017 il Tottenham batte per 2-1 il Manchester United nell'ultima partita nell'impianto, cui fanno seguito apposite celebrazioni alla presenza di tante vecchie glorie del passato del club. Un altro evento storico accade il 30 aprile 2017: a White Hart Lane si gioca il North London Derby (l'ultimo in questo stadio), vinto dagli Spurs contro gli storici rivali dell'Arsenal (2-0), che il Tottenham riesce a sopravanzare in classifica in Premier League dopo 21 anni. Per la seconda annata di fila il bomber Harry Kane si laurea capocannoniere del campionato con 29 gol.
La stagione 2017-2018 vede gli Spurs giungere terzi in campionato e agli ottavi di finale di Champions League, dove sono eliminati dalla Juventus. A questi risultati si aggiunge una nuova semifinale di FA Cup, persa contro il Manchester Utd, mentre in Coppa di Lega è nuovamente fatale il 4º turno (contro il West Ham Utd). Harry Kane con 30 gol è il secondo miglior marcatore del campionato.
Nell'annata 2018-2019 è memorabile il cammino del Tottenham in UEFA Champions League. Dopo aver ottenuto un solo punto nelle prime tre partite del girone, si qualifica agli ottavi di finale ottenendone sette nei successivi tre incontri (chiude a pari punti con l'Inter, ma ha la meglio per la regola dei gol fuori casa negli scontri diretti). In seguito elimina il Borussia Dortmund agli ottavi di finale, poi il Manchester City ai quarti, raggiungendo così la semifinale del torneo, evento che non accadeva da 57 anni, e l'Ajax in rimonta in semifinale, approdando per la prima volta alla prima finale di Coppa dei Campioni, contro i connazionali del Liverpool, da cui è sconfitto per 2-0 dallo stadio Wanda Metropolitano di Madrid. In campionato chiude al quarto posto.

## Gli anni duemilaventi
Nel 2019-2020, a seguito di un negativo inizio di stagione (solo 2 vittorie nelle prime 12 giornate di campionato e la clamorosa sconfitta interna per 2-7 contro il Bayern Monaco in Champions League), Pochettino viene esonerato il 19 novembre 2019 e sostituito l'indomani con José Mourinho, che chiude il campionato al sesto posto e la UEFA Champions League agli ottavi di finale. La stagione 2020-2021 prosegue sulla falsariga della precedente, con il Tottenham lontano dalle posizioni di vertice in campionato ed eliminato dall'Europa League agli ottavi di finale. Il 19 aprile 2021 Mourinho viene sollevato dall'incarico, pochi giorni prima della finale di Coppa di Lega tra gli Spurs e il Manchester City, poi vinta da questi ultimi. Il club termina al settimo posto qualificandosi alla UEFA Conference League.
Nel 2021-2022 sulla panchina del Tottenham si avvicendano Nuno Espírito Santo ed Antonio Conte, con il quale la squadra conclude il campionato al quarto posto, sufficiente per tornare in UEFA Champions League, e raggiunge le semifinali di Coppa di Lega, mentre in Conference League la squadra viene eliminata già al termine della fase a gruppi. Ancora peggio va l'annata seguente, con il Tottenham che manca la qualificazione alle coppe europee per la prima volta in oltre dieci anni; nel marzo 2023, a dieci partite dal termine della stagione, un mese dopo l'eliminazione agli ottavi di UEFA Champions League, Conte, entrato in contrasto con la dirigenza, viene esonerato e lascia il posto al vice Cristian Stellini, il quale viene allontanato dopo una disfatta (6-1) in casa del Newcastle Utd per fare spazio al traghettatore Ryan Mason, già presente nello staff di Conte.
Nella stagione 2024-2025, nonostante pessimi risultati in campionato, gli Spurs di Ange Postecoglou raggiunsero la finale di Europa League, in cui sconfissero per 1-0 i connazionali del Manchester United, tornando a vincere un trofeo continentale dopo oltre quarant'anni.
Disputa l'edizione 2025 della Supercoppa UEFA, giocata ad Udine e persa ai rigori contro il Paris Saint-Germain.